# ديف كوزينز (نبال)
ديف كوزينز (بالإنجليزية: Dave Cousins)‏ هو نبال أمريكي، ولد في 16 أبريل 1977.

## وصلات خارجية
- ديف كوزينز على موقع الاتحاد الدولي للرماية بالسهام (الإنجليزية)